# 国鉄EF13形電気機関車
EF13形は、1944年（昭和19年）に登場した日本国有鉄道（登場当時は運輸通信省）の直流用電気機関車である。
太平洋戦争中に戦時形車両として開発された機関車であり、その特異な出自に起因する複雑な変遷を辿った。

## 概要

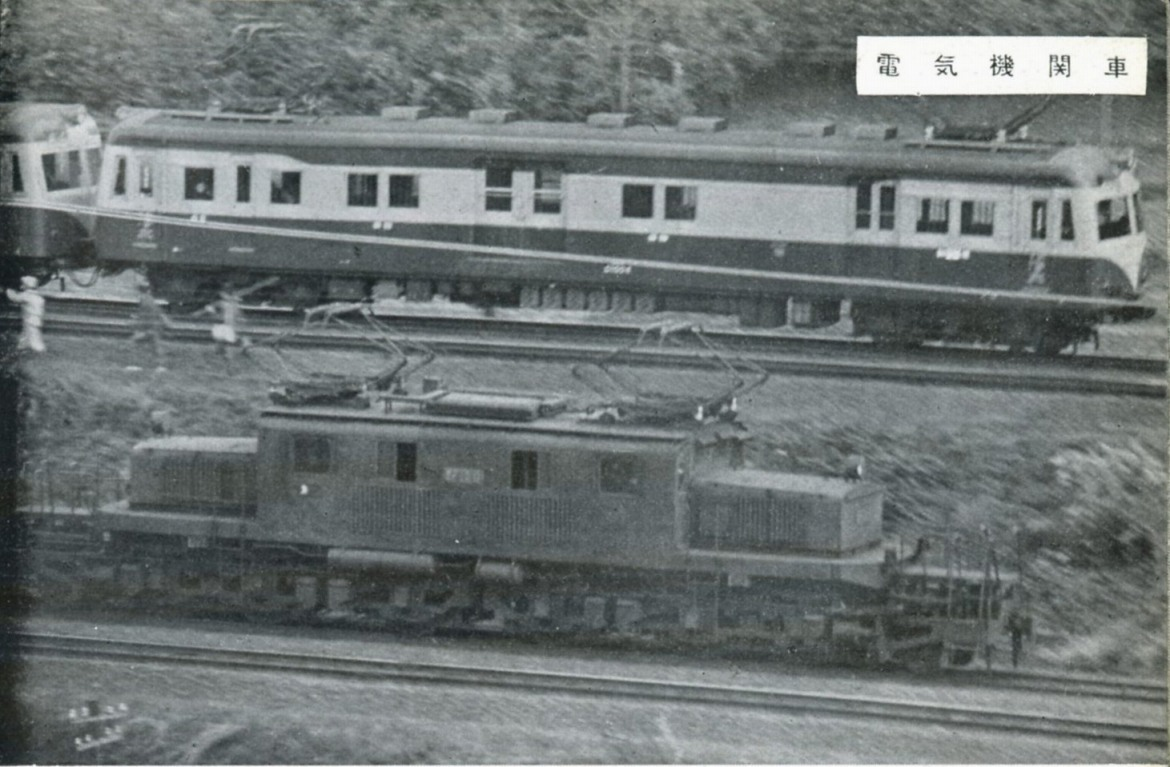
写真手前が車体載せ替え前のEF13形電気機関車。奥は80系電車のモユニ81(1950-1951年撮影)

国鉄の貨物用大型電気機関車としては、1934年（昭和9年）からEF10形が41両製造され、次いで1941年（昭和16年）にその出力増強版のEF12形が開発された。しかし、軍需輸送に対応するための輸送力増強が求められる一方で、戦時の資材不足が深刻化すると在来形機関車の生産自体が困難となり、EF12の機能を簡略化した代替機が求められた。こうした状況を背景に開発されたのが、戦時形機関車であるEF13形であった。
EF13形は戦時設計の典型例であり、当座の戦争期間中をしのげればよいとする思想で設計された。そのコンセプトは外見からして一目瞭然であった。戦前の国鉄大形電気機関車は両端先輪上デッキ部のみを残して動輪上部分一杯の全長を持つ箱形車体を標準とするが、EF13は使用鋼材を極力節約するため、車体前後をボンネット状の機器室とし、中央部に短い車体を備える「凸型」車体を用いた。しかも工数削減のため車体・ボンネット部ともスタイリングや仕上げ工作は全くしない、直線基調の粗末な造りになった。外観の評価は異様で貧相といった否定的な意見が占めていたが、必要な機能・材料に絞り無駄な意匠を排したデザインがスイス国鉄のCe 6/8 II形にも通じるものとなったことから、精悍・勇壮・機能美といった肯定的な意見もある。
数少ない利点は、凸型車体のため乗務員室が車体中央に近く、車端に運転台を持つ通常形電気機関車よりも乗務員の動揺が少なかったことぐらいであった。しかし、冬期の運用は隙間風だらけの環境でありながら乗務員室暖房すら削減されていたため、その乗務には苦痛を伴った。
一方で時局柄、航空機による銃撃に備える目的で乗務員室には防弾装備を施していた。乗務員室側面の内側に、厚さ13 mmの鋼板を張り、外板との間には砂を入れていた。
しわ寄せは内部にも及び、主電動機や主回路構成（単位スイッチや主抵抗器の省略など）、通風（送風）機器、保安機器類の配置、装備ともに安全性を犠牲にした簡素な設計を採っていた。最たる例は電装系の焼損事故からの保護に絶大な効果のある部品として技術陣・運用現場の双方から重要視されていた高速度遮断器を、資材節減のために省略し、ヒューズおよび、電車用の改造品であるSR105断流器と過電流継電器とで代用したことである。高速度遮断器を省略するこの措置は現場の機関区から猛反発を受け、設計担当者の矢山康夫が、ある機関区へ説得に赴いたところ現場職員の抗議で軟禁される騒ぎとなった。矢山はEF13の開発過程では他にも、日立製作所水戸工場へEF13 1号機の出来栄え確認に赴いた際、防護が不十分な配線に接触しての感電で危うく死にかけ、1ヶ月近く療養するなど散々な目に遭っている。
制御系では弱め界磁段制御を使用すると主電動機の寿命が縮むという理由から、同機能は63系電車と共に「使用不可」の設定にされていた。またボンネット前端直下に位置し、在来機関車と違って露出した両端主電動機が、雨や雪をかぶって短絡事故を起こすことが判明、急ぎ覆いを取り付けて糊塗した。台車枠の車軸支持構造も、戦前の通常形機関車であれば装備していた緩衝部材を部分省略し、衝撃増大は承知でリンクを台車枠への直付けにした。
凸型車体の採用や代用材の使用等で車重が軽くなったが、動輪上の軸重を確保するため、死重として16.4 tのコンクリートブロック搭載またはコンクリート詰め込みが施された。EF12の最高出力（1時間定格1,600 kW）などの諸元を落とさないという目標で開発され、名目上は同等性能とされたが、実際は簡易設計や代用部材多用等の悪影響から計画性能の達成には至らず、粗悪な造りに加えて酷使も祟り、故障・事故を多発させて稼働率も低く、現場職員からは悪評を買い「木とセメントで造った機関車」と揶揄された。
実用上の性能も本来若干出力の低い筈のEF10形（1時間定格1,350 kW）並とも言われたこともあったが、実際に両方を運用していた東京機関区では「EF12・13に比べEF10は非力で国府津付近の上り勾配線で貨物列車牽引時、1200ｔ列車を引くと停車時に発進できないこともあった」（東京機関区機関士、石田丑之助 談）と、まだEF10よりは13の方がましという評価もされている。
1944年（昭和19年）、東京機関区構内を会場に、新たに開発された戦時形車両の展示会が開催され、戦時形のD52形蒸気機関車・トキ900形無蓋貨車と共にEF13も展示されたが、視察に訪れた当時の総理大臣・東條英機が「寿命はどれくらいか」と尋ねたのに対し、国鉄側から立ち会った矢山康夫は困惑したが、とっさに「大東亜戦争に勝ち抜くまで保ちます」と応じてその場を取り繕ったという逸話が残されている。
戦時輸送即応のために簡素な設計を採ったにもかかわらず生産は滞り、戦争中に完成した車両は7両に留まった。製造は戦後も1947年（昭和22年）まで続き、最終的に31両が製造されたところで、新たに開発された後継形式のEF15形が増備されることとなり製造は終了した。

## 改造

### 第一次改装工事
戦後早々、1948年（昭和23年）から約1年に亘り第1次改装工事を行い、簡略設計の箇所には高速度遮断器の新設、空気上昇式PS14パンタグラフに取替など安全対策が施されている。同時に弱め界磁段を使用可能にする工事も施されている。また、前照灯も運転台上部から、ボンネット先端に移設された。この時にEF13で交換され装備した機器類の構成は、EF58の新車体に多く取り入れられた。

### 車体載せ替え改造

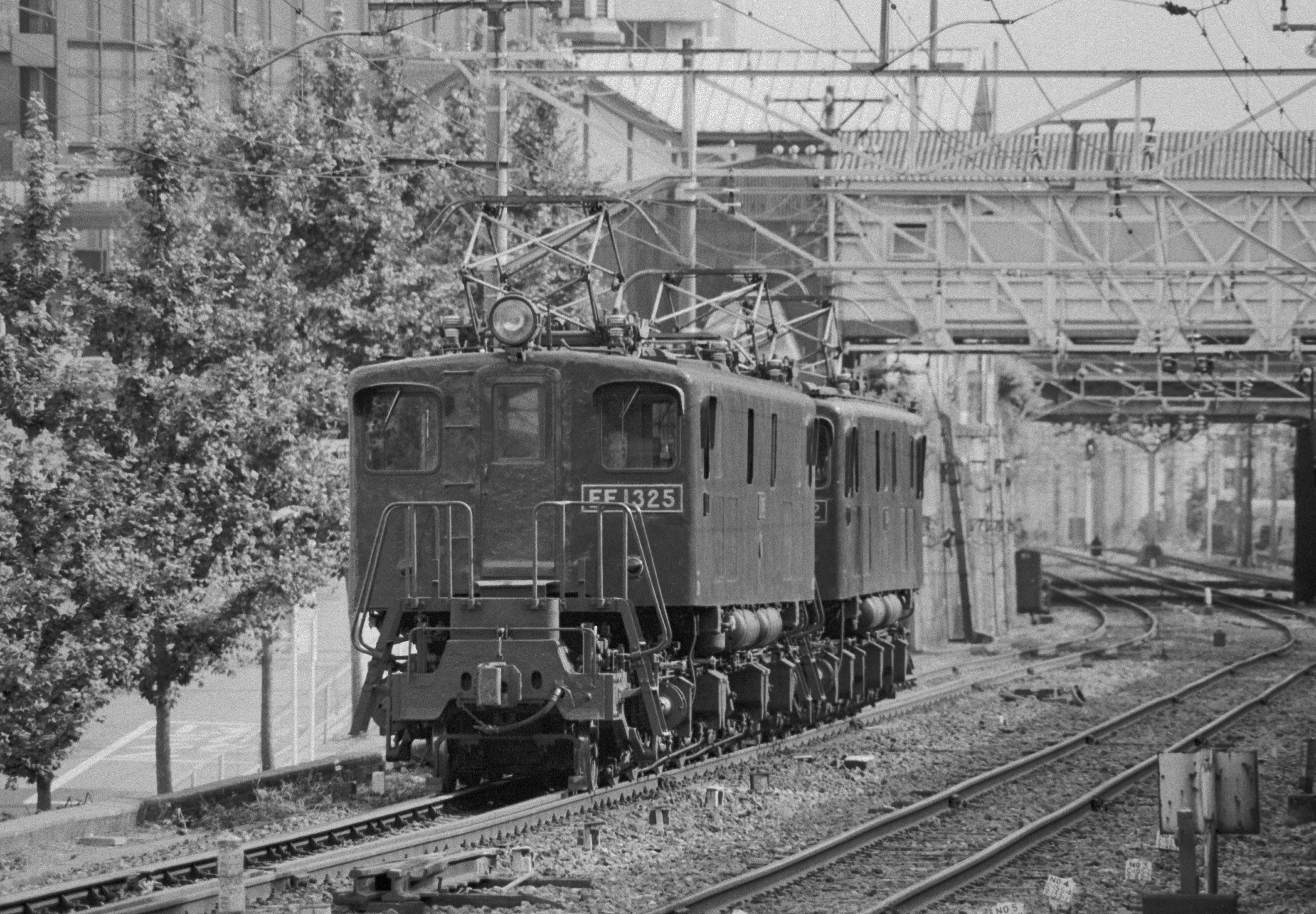
車体載せ替え後のEF13 25（1977年）

1953年（昭和28年）から1957年（昭和32年）にかけて、第2次改装工事として総勢31両のEF13の旧凸型車体を廃して、同じく31両分発生したEF58形の旧箱形車体に載せ替える改造が行われた。
これは、デッキを持つ箱形ボディで新造されたEF58一次形が、新たに半流線型車体への載せ替え改造を施され、デッキ付の旧車体が余剰となったことで実施されたものである。EF58の旧車体の寸法はほぼEF13に転用できるサイズであったが、台車間寸法が僅かに異なり、改造で調整した。この改造で、EF13は外見上、一般的な箱形貨物用電気機関車としての体裁を整えた。25号機のみ、他機にある側面中央部の窓1つが無い。
載せ替えにおけるEF13の車両番号とEF58の車体番号の組み合わせについては、偶然に一致した5・26号機の2両を除き、共通ではない。理由のひとつとして、全車一気に載せ替えが実施されたわけではなく約4年にわたり行われたためであり、車体を譲渡する必要上、両形式とも検査時期の接近している車が種車に選ばれたため、施行が番号順にならなかった。このようにして生まれ変わった新EF13形と新EF58形の運転室仕切り壁には、それぞれ「EF58○○号より車体譲受」、「EF13○○号へ車体譲渡」の銘板が取り付けられた。
EF13の車両番号とEF58の車体番号の組み合わせを以下に示す。
| EF13 | 1 | 2  | 3  | 4  | 5 | 6  | 7  | 8  | 9  | 10 | 11 | 12 | 13 | 14 | 15 | 16 | 17 | 18 | 19 | 20 | 21 | 22 | 23 | 24 | 25 | 26 | 27 | 28 | 29 | 30 | 31 |
| EF58 | 4 | 23 | 21 | 27 | 5 | 28 | 30 | 11 | 12 | 29 | 16 | 6  | 20 | 9  | 18 | 10 | 14 | 24 | 15 | 25 | 19 | 7  | 1  | 2  | 8  | 26 | 13 | 31 | 22 | 17 | 3  |

## 運用
| 局   | 機関区   | 両数 | 機関車番号                                     |
| ---- | -------- | ---- | ---------------------------------------------- |
| 東京 | 新鶴見   | 7    | 10、26、27、28、29、30、31                     |
| 高崎 | 高崎第二 | 5    | 21、22、23、24、25                             |
| 新潟 | 水上     | 6    | 1、2、3、4、12、13                             |
| 静岡 | 浜松     | 13   | 5、6、7、8、9、11、14、15、 16、17、18、19、20 |

東海道本線等における貨物列車牽引の他、すでに戦前に甲府まで電化されていた中央本線や、1947年に全線電化された上越線では、低速前提の勾配線運用であることから、他の貨物用機関車同様に旅客列車牽引にも充てられた。戦後混乱期の上越線全線電化後、EF15形の増備が進むまでは上越線の主力機となっていた。1960年代前半には新幹線車両の搬入・回送にも用いられた。鋼板コイル専用列車「コイル鋼管号」（塩浜操～籠原）が1969年7月1日から運転され、初日の記念列車はEF1325が牽引した。
中央本線では1970年代初頭まで旅客列車牽引を行っており、貨物用で暖房用ボイラーや電気暖房電源がないことから、冬期には機関車次位に暖房車を連結して旅客列車牽引に就いていた。
戦時設計車両であり、早々に廃車される見込みで開発された機関車であったが、戦後の輸送力不足に伴う機関車需要増大に沿う形で延命した。整備改造もあって長く使用され、東海道本線や首都圏の貨物列車のほか、前述のとおり中央本線では旅客列車にも使用された。
晩年には首都圏の各線で貨物列車用として使用されていたが、EF60形等の転入により1977年（昭和52年）より廃車が開始され、最後の現役機であった立川機関区の24号機も、1979年（昭和54年）2月17日単189レを最後に運用から外れ、長らく休車となっていた3号機の1979年（昭和54年）11月廃車を最後に、全機廃車された。
廃車後は全て解体処分されており、保存機は残っていない。